# Heraclia flaviventris
Heraclia flaviventris är en fjärilsart som beskrevs av Jordan 1913. Heraclia flaviventris ingår i släktet Heraclia och familjen nattflyn. Inga underarter finns listade i Catalogue of Life.